# 笠間昭和館
笠間昭和館（かさましょうわかん）は、かつて存在した日本の映画館である. 1930年（昭和5年）、茨城県西茨城郡笠間町（現在の笠間市）に開館した. 1983年（昭和58年）に閉館したが, 2016年（平成28年）現在も建物が現存することで知られる。

## 沿革
- 1930年 - 開館[1]
- 1934年12月 - 荒町大火で焼失・休館[1]
- 1937年 - 現在地に移転、新築・再開館[1]
- 1983年 - 閉館[7][8]

## データ
- 所在地 : 茨城県西茨城郡笠間町荒町
  - 現在の同県笠間市笠間46番地

北緯36度23分9.04秒 東経140度15分9.08秒 / 北緯36.3858444度 東経140.2525222度
- 経営・支配人 : 
  1. 田中友三郎[1]
  2. 田中源之助[3]
  3. 田中源三[4]
  4. 田中澄子[6]
- 構造 : 木造二階建（1937年築[1]）
- 観客定員数 : 180席（1978年）

## 概要

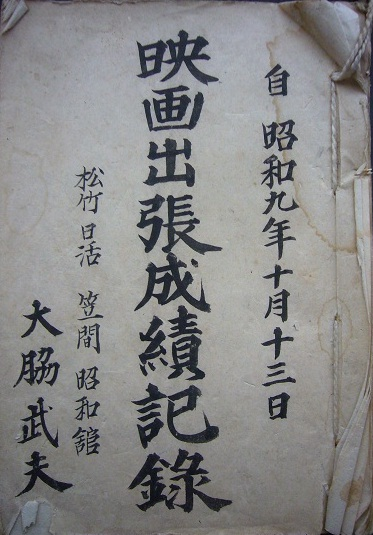
『映画出張成績記録』（1934年 - 1935年）の表紙。

1930年（昭和5年）、茨城県西茨城郡笠間町荒町（現在の同県笠間市笠間）、笠間稲荷神社の門前町として栄える地に開館した。開業当時の同館は、サイレント映画の上映と寄席の公演を行っていたという。創業時の経営者は、笠間焼の窯元として知られる田中友三郎であった。
同館が建つ前の笠間町には、明治時代から笠間稲荷神社の裏手の高橋町（現在は笠間市笠間）の義孝座、同地域の喜楽町（現在は笠間市笠間）の気楽館（のちの笠間演芸館）という2館の芝居小屋があり、いずれも田中友三郎が経営していた。大正時代に入ると、気楽館が映画常設館になって松竹演芸館と改称、義孝座も追って映画館に業態を変更した. 1925年（大正14年）に発行された『日本映画年鑑 大正十三・四年』によれば、当時、松竹演芸館は松竹キネマ、義孝座は日活の作品をそれぞれ上映したと記載されている. 1927年（昭和2年）に発行された『日本映画事業総覧 昭和二年版』には、義孝座のほかに、関口直右衛門が経営する電気館が同地（高橋町）の映画館として加わっており、電気館の営業担当として、義孝座の支配人・細川景治の名が記してある。同館が建つ直前, 1929年（昭和4年）の同町内の映画館は3館あり、義孝座が日活、電気館が松竹キネマ、笠間演芸館がフリーブッキングと住み分けられ、経営者も義孝座が細川景治、電気館が高國登、笠間演芸館が小久保珍山がそれぞれ務めた記録が残っている。
1934年（昭和9年）3月、義孝座が火災により焼失、同年12月には「荒町大火」が起きて、同館も焼失し休館を余儀なくされる。同館では当時、近隣の会堂等での出張映写を行っており、火災によって常設設備を失ってからも、日活・松竹キネマの作品をもって出張映写していたという記録が残っている。その後、義孝座は復興することはなかったが、同館は、大火から3年後の1937年（昭和12年）、荒町北と呼ばれた現在地（笠間46番地）に移転して新築、再開館した。同地は、かつて1930年11月17日まで営業していた笠間人車軌道の終点駅の跡地であった。
第二次世界大戦中の同館については不明である. 1942年（昭和17年）に発行された『映画年鑑 昭和十七年版』には、県別の映画館リストにも「非常設映画館録」にも同館の名は記載されていない。
戦後は、喜楽町の笠間演芸館（経営・平間岩三）とともに、笠間町の映画館として『映画年鑑 1950』に登場する。このころの同館の経営者は田中源之助であり、松竹・東映・洋画（外国映画）を上映する笠間演芸館に対し、その他さまざまに上映する「混映館」とされている. 1955年（昭和30年）には、経営者が田中源三に交代した。笠間演芸館は, 1960年（昭和35年）ころには笠間宝塚と改称し東宝作品の上映館になり, 1960年代後半には閉館しており、同じころ、同館の支配人が、田中源三の兼務から田中澄子の専任になっている。同館はその後、同市内の唯一の映画館として、日本映画も外国映画も上映する映画館として営業を続けた。
1983年（昭和58年）、閉館する. 2011年(平成23年)東日本大震災の影響で、建物は倒壊する。2013年（平成25年）の時点で同館の建物は現存しているが、老朽化しているため, 2016年（平成28年）6月時点で少しずつ解体作業が行われている。
同館の閉館後、同市内の映画館はしばらく存在しなかったが, 1998年（平成10年）4月18日に開店した笠間ショッピングセンター ポレポレシティ（赤坂8番地）内に、新たに「笠間ポレポレホール」（2スクリーン）が開業した。